# Teyssières
Teyssières est une commune française située dans le département de la Drôme, en région Auvergne-Rhône-Alpes.

## Géographie

### Localisation

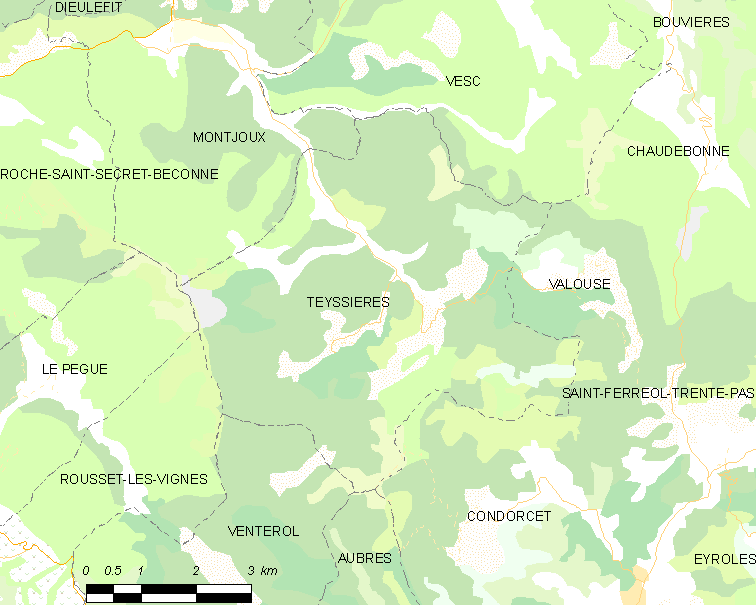
Localisation.

Teyssières est située dans la haute vallée du Lez, affluent du Rhône, à 13 km au sud-est de Dieulefit et à 25 km au nord de Nyons.

### Relief et géologie
Sites particuliers :
- Col Aimond
- Col Bessonne
- Col de Fonturière
- Col de Lachaud
- Col de Valouze[2]
- Col du Bouton
- Col l'Ancise
- Col la Pause
- Col Plat
- Montagne d'Autuche
- Montagne de la Lance (1 350 m)[2]
- Montagne de Roubiouse (859 m)
- Montagne de Sauveginoux
- Montagne du Brujas (860 m)
- Montagne la Croix (1 221 m)
- Montagne Robert (787 m)
- Rocher Garaux
- Rochers de Jusclas
- Rochers du Clos du Buis
- Serre Blanc (958 m)
- Serre de Lachaud
- Serre de la Gardette (1 059 m)
- Serre Gaillard
- Serre Jean Sivat
- Serre Ponciau

### Hydrographie
La commune est arrosée par les cours d'eau suivants :
- le Lez qui y prend sa source[3],[2]
- Ravin de Cougoir
- Ravin de Cougouare
- Ravin de Fontfroide
- Ravin de Fontpicotte
- Ravin de la Grand-Combe
- Ravin de la Milasorre
- Ravin de Reyssas
- Ravin des Blaches
- Ravin des Bouteries
- Ravin des Chauvins
- Ravin des Tardieux
- Ravin du Col de Lachaud
- Ravin du Col de la Pause
- Ravin du Col l'Ancise
- Ravin du Col Plat
- Ravin du Pissourier
- Ravin du Pradal
- Ravin Margot
- Ruisseau de Roubiouse

### Climat
Pour des articles plus généraux, voir Climat d'Auvergne-Rhône-Alpes et Climat de la Drôme.
En 2010, le climat de la commune est de type climat méditerranéen altéré, selon une étude du Centre national de la recherche scientifique s'appuyant sur une série de données couvrant la période 1971-2000. En 2020, Météo-France publie une typologie des climats de la France métropolitaine dans laquelle la commune est exposée à un climat de montagne ou de marges de montagne et est dans la région climatique  Alpes du sud, caractérisée par une pluviométrie annuelle de 850 à 1 000 mm, minimale en été. 
Pour la période 1971-2000, la température annuelle moyenne est de 11,5 °C, avec une amplitude thermique annuelle de 17,1 °C. Le cumul annuel moyen de précipitations est de 921 mm, avec 7,6 jours de précipitations en janvier et 4,2 jours en juillet. Pour la période 1991-2020, la température moyenne annuelle observée sur la station météorologique de Météo-France la plus proche, « Nyons P182 », sur la commune de Nyons à 11 km à vol d'oiseau, est de 14,5 °C et le cumul annuel moyen de précipitations est de 756,7 mm,. Pour l'avenir, les paramètres climatiques de la commune estimés pour 2050 selon différents scénarios d'émission de gaz à effet de serre sont consultables sur un site dédié publié par Météo-France en novembre 2022.

## Urbanisme

### Typologie
Au 1er janvier 2024, Teyssières est catégorisée commune rurale à habitat très dispersé, selon la nouvelle grille communale de densité à 7 niveaux définie par l'Insee en 2022.
Elle est située hors unité urbaine et hors attraction des villes,.

### Occupation des sols
L'occupation des sols de la commune, telle qu'elle ressort de la base de données européenne d’occupation biophysique des sols Corine Land Cover (CLC), est marquée par l'importance des forêts et milieux semi-naturels (86,7 % en 2018), une proportion identique à celle de 1990 (86,7 %). La répartition détaillée en 2018 est la suivante : forêts (69,9 %), milieux à végétation arbustive et/ou herbacée (13,8 %), zones agricoles hétérogènes (10,8 %), espaces ouverts, sans ou avec peu de végétation (3 %), prairies (2,5 %). L'évolution de l’occupation des sols de la commune et de ses infrastructures peut être observée sur les différentes représentations cartographiques du territoire : la carte de Cassini (XVIIIe siècle), la carte d'état-major (1820-1866) et les cartes ou photos aériennes de l'IGN pour la période actuelle (1950 à aujourd'hui).

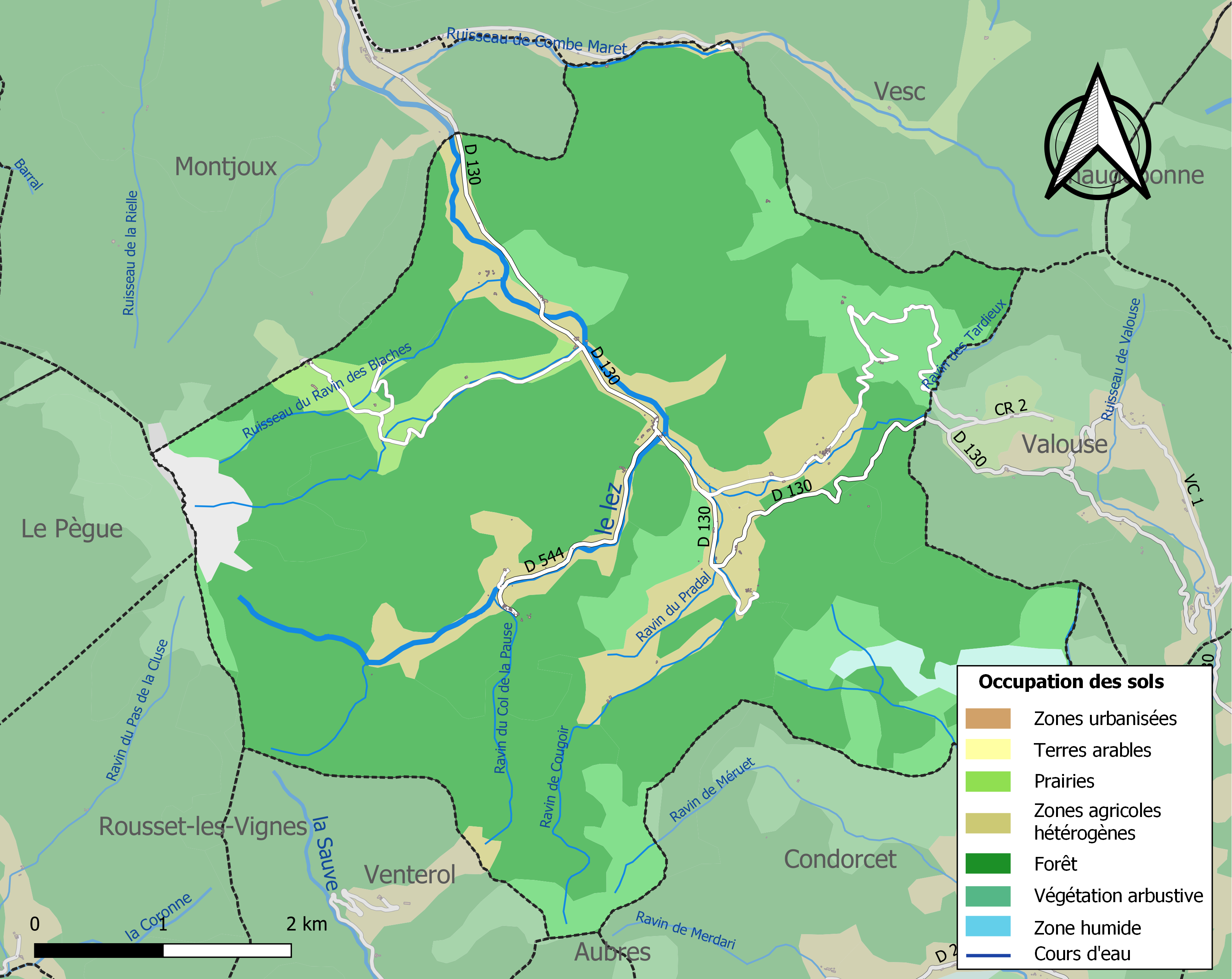
Carte des infrastructures et de l'occupation des sols de la commune en 2018 (CLC).

### Morphologie urbaine

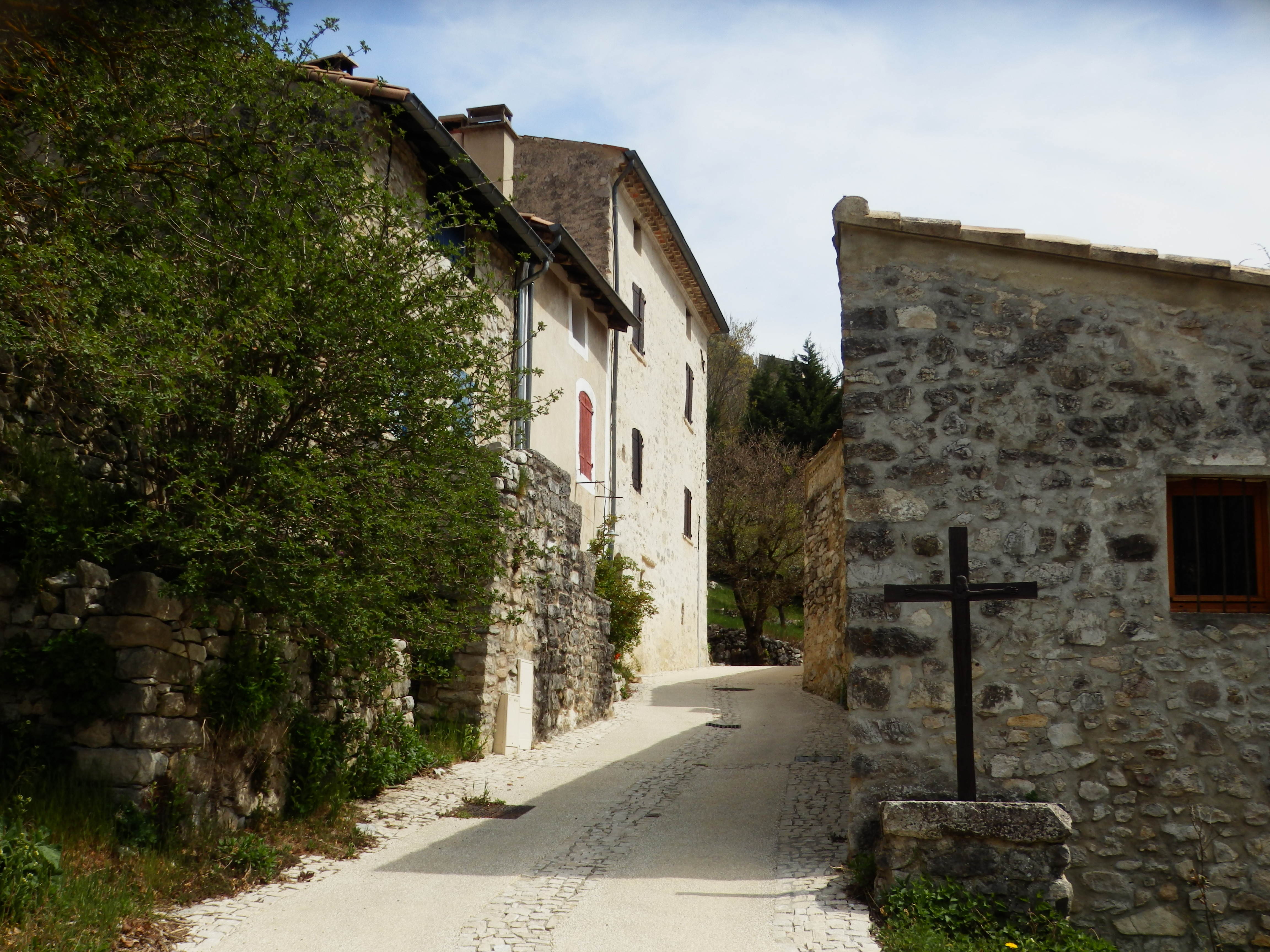
Vieux village.

#### Quartiers, hameaux et lieux-dits
Site Géoportail (carte IGN) :
- Alençon
- Anemort
- Beaujassou
- Blache Myère
- Brame-Faim
- Brest
- Briasson
- Broc
- Chafal
- Châteaubuis
- Clamieux
- Clos du Puits
- Cogouton
- Côte Aurand
- Ferme du Claret
- Ferme du Col l'Ancise
- Forcherand
- la Chenue
- la Coste
- l'Adret de la Lionne
- la Lance
- l'Arzelier
- l'Aubarier
- le Château de Condourdet
- le Moulin
- les Bastardons
- les Chauvins
- les Devès
- les Favières
- les Genestons
- les Genistières
- les Lunières
- les Pignes
- les Serrettes
- les Tardieux
- les Vabres
- Mesclamas et Noiratte
- Mielandre
- Pischet
- Pradier
- Rémuzat
- Ruines du Château d'Audefrey
- Vieux-Village

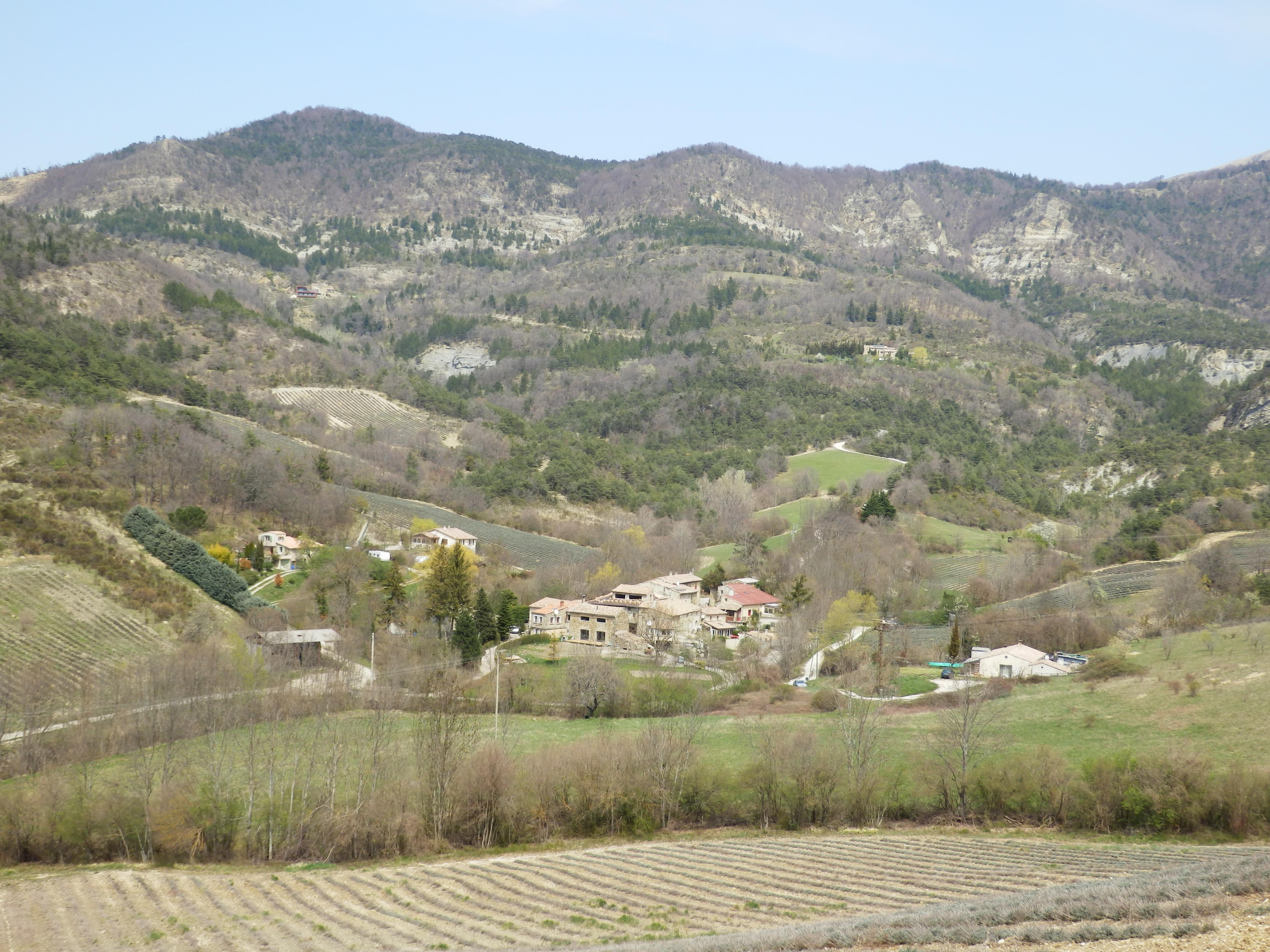
Lieu-dit Les Tardieux

Anciens quartiers, hameaux et lieux-dits :
- l'Adret-de-Lionne est un quartier attesté en 1891. Précédemment, il avait déjà été mentionné (non daté) : Ladreyt de la Lionne (plan cadastral)[15].

### Risques naturels et technologiques

#### Inondation
Le Lez constitue un risque d'inondation connu et bénéficie d'un PPRI approuvé le 18 décembre 2006.

#### Sismicité
La commune de Teyssières se trouve en zone de sismicité modérée.

## Toponymie
La commune se nomme Teissièras en occitan[réf. nécessaire]. Issu du gaulois le mot signifie "gîte de blaireau" en occitan (voir ci-dessous).

### Attestations
Dictionnaire topographique du département de la Drôme :
- 1284 : castrum de Taiseriis (Valbonnais, II, 118).
- 1294 : castrum de Theycheriis (inventaire des dauphins, 243).
- 1309 : castrum de Traycheriis (inventaire des dauphins, 240).
- XIVe siècle : mention de la paroisse : capella de Teyseriis (pouillé de Die).
- 1391 : Tissier (choix de documents, 215).
- 1449 : mention de la paroisse : capella de Teysseriis (pouillé hist.).
- 1509 : mention de l'église paroissiale Saint-Pierre : ecclesia parrochialis Sancti Petri de Teysseriis (visites épiscopales).
- 1524 : Teycieres (archives de la Drôme, E 4666).
- 1530 : Tissières (archives de la Drôme, E 5456).
- 1540 : Tesseriacum (A. du Rivail, De Allobrog., 88).
- 1636 : Saint Pierre de Teyssières (archives de la Drôme, E 4666).
- 1891 : Teyssières, commune du canton de Dieulefit.

### Étymologie
Il existe plusieurs hypothèses :
- Jacques Astor explique Teyssières (ainsi que les deux Teissières du Cantal) par l'occitan taissièra « gite du blaireau », dérivé de tais « blaireau »[19].
- Jean-Claude Bouvier[20] rapproche ce nom de l'occitan teissèira « tisserande »[21],[22].

## Histoire
Pour un article plus général, voir Histoire de la Drôme.

### Du Moyen Âge à la Révolution
La seigneurie :
- Au point de vue féodal, Teyssières était une terre du fief des comtes de Valentinois et de l'arrière-fief des dauphins (barons de Montauban). Un sixième relevait de l'ordre de Saint-Jean de Jérusalem.
- Possession des Isoard d'Aix.
- Une part appartient aux Méruli.
- 1235 : la part des Méruli passe aux Gérente.
- 1239 : la part des Isoard passe (par mariage) aux princes d'Orange (de la maison de Baux).
- Peu de temps après : la part des princes d'Orange est devenue la possession des Montjoux.
- 1278 : la part des Gérente passe aux Colins.
- (non daté) : la part des Montjoux passe aux Laye.
- 1322 : la part des Colins passe aux Saint-Ferréol.
- 1332 : une part appartient aux Lagier.
- 1345 : la part des Laye passe (par héritage) aux Eurre.
- 1349 : la part des Saint-Ferréol passe aux Alleman.
- (non daté) : la part des Lagier passe aux Alleman.
- 1545 : l'ex part des Saint-Ferréol acquise par les Alleman passe aux Bologne.
- 1590 : la part des Eurre est vendue aux Bologne.
- 1657 : les Bologne vendent leurs deux parts aux Durand de Pontaujard.
- 1680 : les Durand acquièrent des Alleman le surplus de la terre et réunifient la seigneurie.
- Les Durand laissent le tout aux Caritat de Condorcet.
- La terre passe aux Rigot de Montjoux, derniers seigneurs.

Au XIIIe siècle, le fief d'Odefred (Audefrey) dépend des princes d'Orange. Le village de Teyssières dépend des Hospitaliers.
Avant 1790, Teyssières était une communauté de l'élection de Montélimar, de la subdélégation de Saint-Paul-Trois-Châteaux et du bailliage de Die.

Elle formait une paroisse du diocèse de Die dont l'église était dédiée à saint Pierre et saint Paul et dont la cure était de la collation de l'évêque diocésain. Les dîmes appartenaient au curé.

#### Audefrey
- 1276 : castrum de Audefredo (inventaire des dauphins, 490)[23].
- 1324 : castrum de Audoffredo (Duchesne, Comtes de Valentinois, preuves, 39)[23].
- 1333 : castrum Audefrae (Gall. christ., XVI, 130)[23].
- 1334 : castrum Oudefredi (choix de documents, 82)[23].
- XIVe siècle : mention de la paroisse : capella de Audefredo (pouillé de Die)[23].
- 1361 : castrum de Oudefredo (choix de documents, 157)[23].
- 1376 : dom. Audifredi (cartulaire de Montélimar, 68)[23].
- 1388 : de Aldefredo (cartulaire de Montélimar, 78)[23].
- 1391 : Audeffre (choix de documents, 213)[23].
- 1540 : Odfre (archives de la Drôme, E 2162)[23].
- 1624 : O Deffre (archives de la Drôme, E 2167)[23].
- 1644 : Odefrey (visites épiscopales)[23].
- XVIIIe siècle : Audiffret (archives de la Drôme, fonds de l'évêché de Die)[23].
- XVIIIe siècle : Audifret (carte de Cassini[24])[23].
- (non daté) : Audefrey (plan cadastral)[23].
- XIXe siècle : Audefroid (carte d'état-major)[23].
- 1891 : Audefred et Oddefred : château ruiné et quartier de la commune de Teyssières[23].
- 1992 : Odefred, ancien fief et ruines du château des Hospitaliers[2].
- Avant 2020 : Audefrey[25].

La seigneurie :
- Au point de vue féodal, Audefred était une terre de la baronnie de Montauban.
- 1277 : possession des Falques.
- Elle passe aux comtes de Valentinois.
- 1375 : possession des (du) Puy.
- 1526 : elle passe aux (des) Isnards, encore seigneurs au XVIIIe siècle.

Aux XIVe et XVe siècles, Audefrey était une paroisse du diocèse de Die, dont l'église était dédiée à saint Paul et dont les dîmes appartenaient au curé du lieu. Elle fut supprimée et unie à la paroisse de Teyssières.

### De la Révolution à nos jours
En 1790, la commune est comprise dans le canton de Taulignan. La réorganisation de l'an VIII (1799-1800) la place dans le canton de Dieulefit.

## Politique et administration

### Liste des maires
| Période                                                                      | Période                        | Identité     | Étiquette | Qualité                                |
| ---------------------------------------------------------------------------- | ------------------------------ | ------------ | --------- | -------------------------------------- |
| Les données manquantes sont à compléter. : de la Révolution au Second Empire |                                |              |           |                                        |
| 1790                                                                         | 1871                           | ?            |           |                                        |
| Les données manquantes sont à compléter. : depuis la fin du Second Empire    |                                |              |           |                                        |
| 1871                                                                         | 1874                           | ?            |           |                                        |
| 1874                                                                         | 1878                           | ?            |           |                                        |
| 1878                                                                         | 1884                           | ?            |           |                                        |
| 1884                                                                         | 1888                           | ?            |           |                                        |
| 1888                                                                         | 1892                           | ?            |           |                                        |
| 1892                                                                         | 1896                           | ?            |           |                                        |
| 1896                                                                         | 1900                           | ?            |           |                                        |
| 1900                                                                         | 1904                           | ?            |           |                                        |
| 1904                                                                         | 1908                           | ?            |           |                                        |
| 1908                                                                         | 1912                           | ?            |           |                                        |
| 1912                                                                         | 1919                           | ?            |           |                                        |
| 1919                                                                         | 1925                           | ?            |           |                                        |
| 1925                                                                         | 1929                           | ?            |           |                                        |
| 1929                                                                         | 1935                           | ?            |           |                                        |
| 1935                                                                         | 1945                           | ?            |           |                                        |
| 1945                                                                         | 1947                           | ?            |           |                                        |
| 1947                                                                         | 1953                           | ?            |           |                                        |
| 1953                                                                         | 1959                           | ?            |           |                                        |
| 1959                                                                         | 1965                           | ?            |           |                                        |
| 1965                                                                         | 1971                           | ?            |           |                                        |
| 1971                                                                         | 1977                           | ?            |           |                                        |
| 1977                                                                         | 1983                           | ?            |           |                                        |
| 1983                                                                         | 1989                           | ?            |           |                                        |
| 1989                                                                         | 1995                           | ?            |           |                                        |
| 1995                                                                         | 2001                           | ?            |           |                                        |
| 2001                                                                         | 2008                           | Yves Monnier |           | agriculteur                            |
| 2008                                                                         | 2014                           | Yves Monnier |           | maire sortant                          |
| 2014                                                                         | 2020                           | Franck Mucke | DVG       | commerçant conseiller municipal (2003) |
| 2020                                                                         | En cours (au 19 décembre 2020) | Franck Mucke |           | maire sortant                          |

## Population et société

### Démographie
L'évolution du nombre d'habitants est connue à travers les recensements de la population effectués dans la commune depuis 1793. Pour les communes de moins de 10 000 habitants, une enquête de recensement portant sur toute la population est réalisée tous les cinq ans, les populations de référence des années intermédiaires étant quant à elles estimées par interpolation ou extrapolation. Pour la commune, le premier recensement exhaustif entrant dans le cadre du nouveau dispositif a été réalisé en 2005.

En 2022, la commune comptait 66 habitants, en évolution de −23,26 % par rapport à 2016 (Drôme : +2,64 %, France hors Mayotte : +2,11 %).
| 1793 | 1800 | 1806 | 1821 | 1831 | 1836 | 1841 | 1846 | 1851 |
| ---- | ---- | ---- | ---- | ---- | ---- | ---- | ---- | ---- |
| 321  | 292  | 321  | 409  | 426  | 442  | 437  | 417  | 417  |

| 1856 | 1861 | 1866 | 1872 | 1876 | 1881 | 1886 | 1891 | 1896 |
| ---- | ---- | ---- | ---- | ---- | ---- | ---- | ---- | ---- |
| 387  | 419  | 425  | 420  | 434  | 371  | 357  | 323  | 293  |

| 1901 | 1906 | 1911 | 1921 | 1926 | 1931 | 1936 | 1946 | 1954 |
| ---- | ---- | ---- | ---- | ---- | ---- | ---- | ---- | ---- |
| 270  | 256  | 218  | 185  | 166  | 144  | 135  | 126  | 102  |

| 1962 | 1968 | 1975 | 1982 | 1990 | 1999 | 2005 | 2006 | 2010 |
| ---- | ---- | ---- | ---- | ---- | ---- | ---- | ---- | ---- |
| 106  | 77   | 71   | 58   | 69   | 64   | 87   | 87   | 81   |

| 2015 | 2020 | 2022 | - | - | - | - | - | - |
| ---- | ---- | ---- | - | - | - | - | - | - |
| 82   | 68   | 66   | - | - | - | - | - | - |

### Enseignement
La commune relève de l'académie de Grenoble.

### Loisirs
- Randonnées : ascension de la montagne de la Lance[2] ; GRP du Tour du Pays de Dieulefit[1].

### Médias
Le territoire de la commune se situe dans l'aire de diffusion de plusieurs médias :

#### Presse écrite
- Le Dauphiné libéré, quotidien régional qui consacre, chaque jour, y compris le dimanche, dans son édition de « Romans et Drôme des collines » un ou plusieurs articles à l'actualité du canton et de la commune, ainsi que des informations sur les éventuelles manifestations locales, les travaux routiers, et autres événements divers à caractère local.
- L'Agriculture Drômoise, journal d'informations agricoles et rurales qui couvre l'ensemble du département de la Drôme.
- Drôme Hebdo (ancien Peuple Libre), hebdomadaire chrétien d'informations.

#### Presse audio-visuelle
- Ici Drôme Ardèche est une radio publique diffusée sur son territoire.

### Cultes
Une communauté catholique est implantée sur la commune : le Carmel de la Vierge Missionnaire, sous le patronage de sainte Thérèse de l'Enfant-Jésus et de Marcel Van.

## Économie

### Agriculture

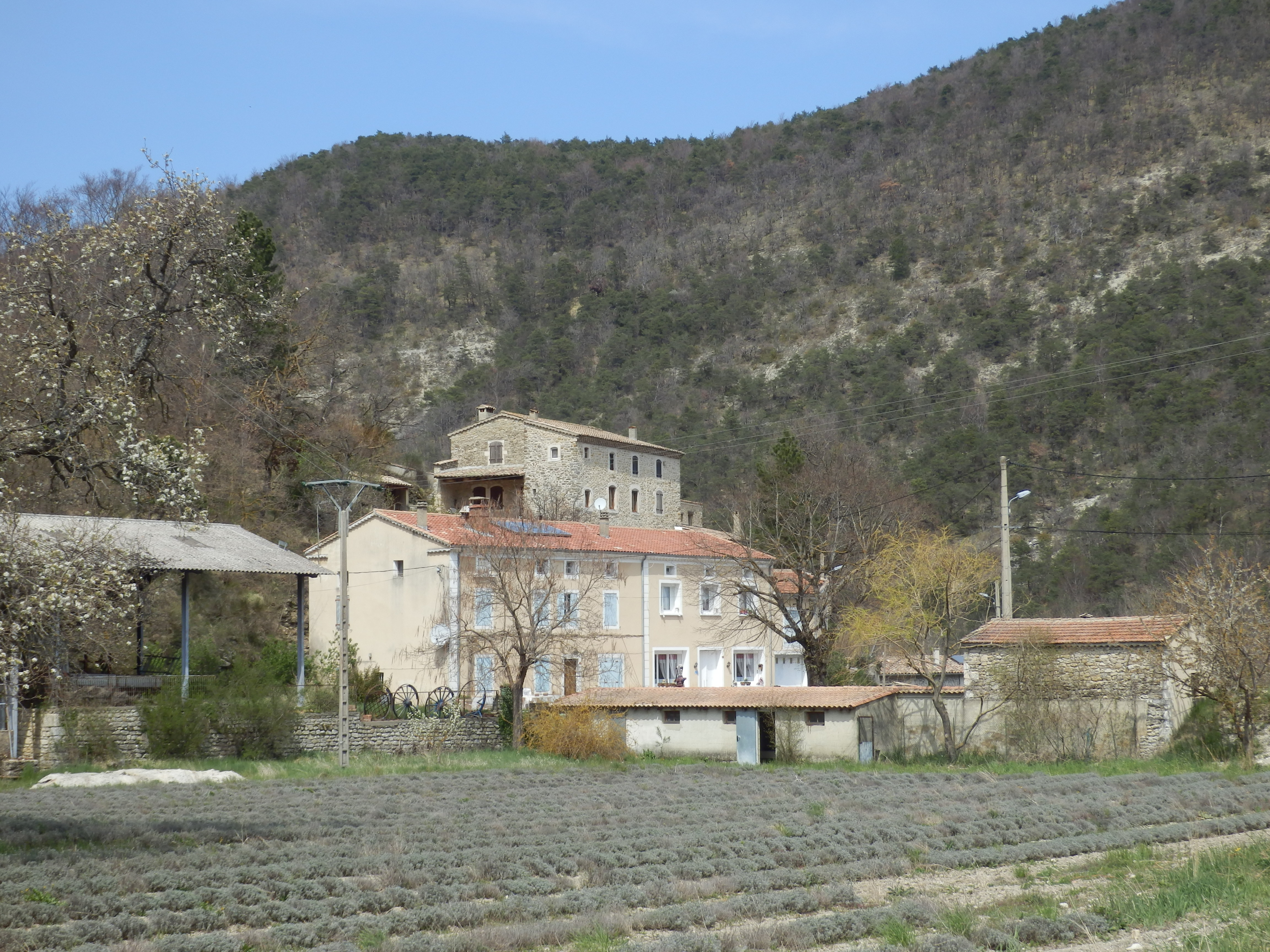
Culture de lavande au lieu-dit Le Moulin.

En 1992 : lavande, pâturages (ovins, caprins).

## Culture locale et patrimoine

### Lieux et monuments

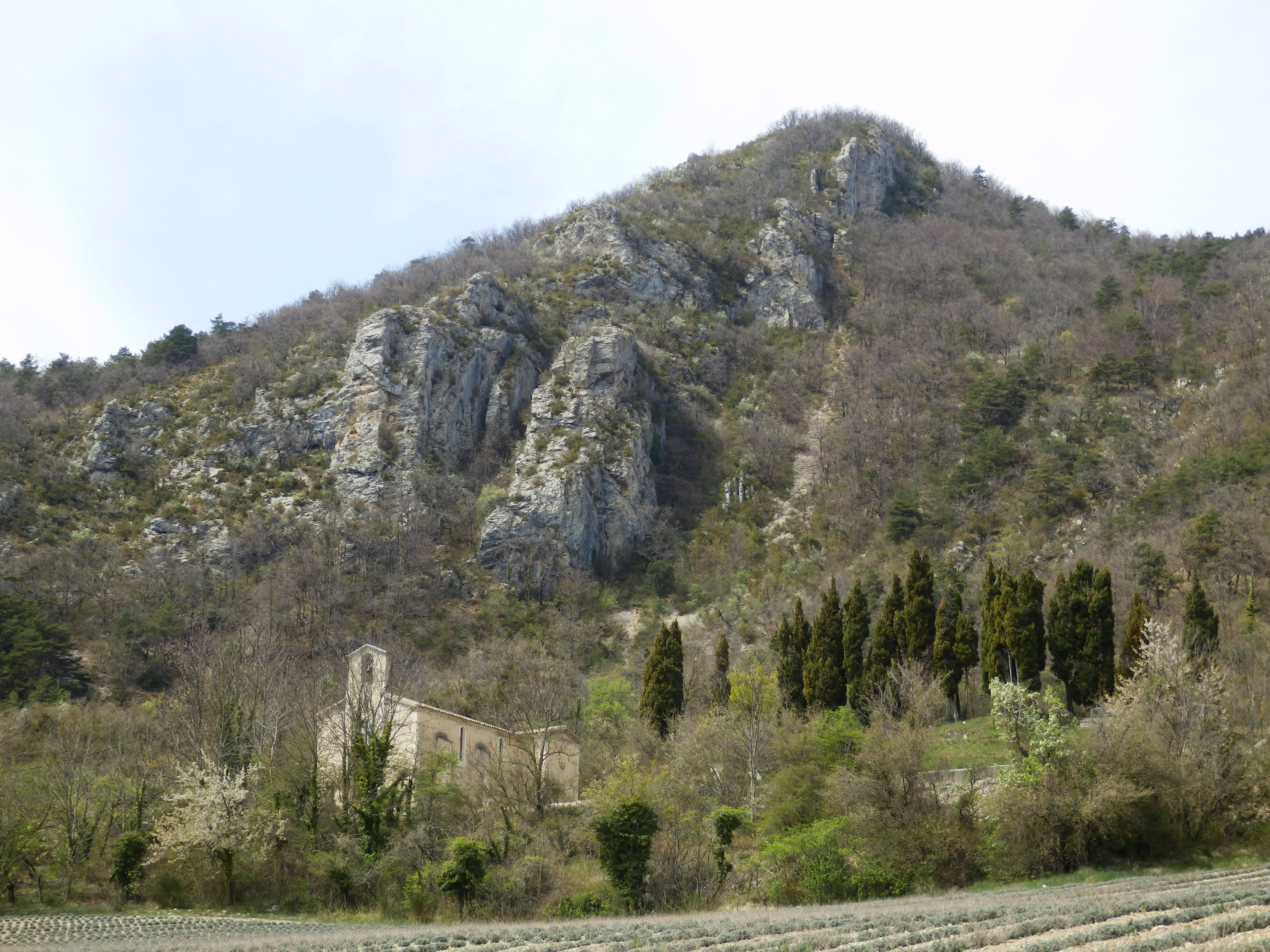
Église de Teyssières.

- Ruines du castrum au-dessus du vieux village[réf. nécessaire].
- Ruines du château d'Odefred (Hospitaliers)[2] (ou Audefrey[25]).
- Église Saint-Pierre de Teyssières[réf. nécessaire].

### Héraldique, logotype et devise
|  | Teyssières possède des armoiries dont l'origine et le blasonnement exact ne sont pas disponibles. |